# Cyllecoridea
Cyllecoridea is een geslacht van wantsen uit de familie van de Miridae (Blindwantsen). Het geslacht werd voor het eerst wetenschappelijk beschreven door Kerzhner in 1967.

## Soorten
Het genus bevat de volgende soorten:

- Cyllecoridea decorata (Kiritshenko, 1931)
- Cyllecoridea modesta V.G. Putshkov, 1975